# Liobracon cressonii
Liobracon cressonii är en stekelart som först beskrevs av Dalla Torre 1898.  Liobracon cressonii ingår i släktet Liobracon och familjen bracksteklar. Inga underarter finns listade i Catalogue of Life.